# La Chapelle-Anthenaise
La Chapelle-Anthenaise è un comune francese di 930 abitanti situato nel dipartimento della Mayenne nella regione dei Paesi della Loira.

## Società

### Evoluzione demografica
Abitanti censiti